# Jeannette Lewin
Jeannette Marianne Lewin (ur. 27 lutego 1972 w Vianen) – holenderska hokeistka na trawie. Brązowa medalistka olimpijska z Atlanty.
Zawody w 1996 były jej drugimi igrzyskami olimpijskimi (debiutowała w 1992), Holenderki zajęły trzecie miejsce. W turnieju rozegrała osiem spotkań (1 gol). Łącznie w reprezentacji Holandii wystąpiła w 114 meczach i strzeliła 12 bramek (1990-1998). Występowała w pomocy. W 1998 zdobyła srebro na mistrzostwach świata. Jej mąż Leo Klein Gebbink także był medalistą olimpijskim.